# Spící cikánka
Spící cikánka (francouzsky La Bohémienne endormie) je olejomalba francouzského malíře naivního umění Henriho Rousseaua z roku 1897. Fantastické zobrazení lva dumajícího nad spící cikánkou za noci prozářené Měsícem je jedním z nejznámějších uměleckých děl moderní doby.

## Vznik díla a jeho osud
Rousseau poprvé vystavoval obraz na Salónu nezávislých a snažil se jej neúspěšně prodat starostovi svého rodného města Lavalu. Místo toho se však dílo stalo součástí soukromé sbírky pařížského obchodníka s dřevěným uhlím, kde zůstalo až do roku 1924, kdy jej objevil kritik umění Louis Vauxcelles. V roce 1924 koupil obraz Daniel-Henry Kahnweiler, německý obchodník s uměním, ačkoliv v té době probíhaly diskuze, zda obraz není padělkem. Později obraz získal historik umění Alfred H. Barr Jr. pro Muzeum moderního umění v New Yorku, kde je dílo k vidění dodnes.

## Odraz v kultuře
Obraz sloužil jako inspirace pro poezii a hudbu, různí umělci zhotovovali jeho varianty a parodie, například byl lev často nahrazen psem nebo jiným zvířetem. V dílu animovaného seriálu Simpsonovi nazvaném „Outsider-art“ usne Homer v galerii a zdá se mu o probuzení v Rousseauově malbě, ve které mu lev olizuje hlavu.